# Entolingulina
Entolingulina es un género de foraminífero bentónico de la subfamilia Entolingulininae, de la familia Glandulinidae, de la superfamilia Polymorphinoidea, del suborden Lagenina y del orden Lagenida. Su especie-tipo es Lingulina aselliformis. Su rango cronoestratigráfico abarca el Holoceno.

## Discusión
Clasificaciones previas incluían Entolingulina en la superfamilia Nodosarioidea.

## Clasificación
Entolingulina incluye a las siguientes especies:
- Entolingulina angusta
- Entolingulina aselliformis
- Entolingulina carinatiformis
- Entolingulina cortesensis
- Entolingulina curvata
- Entolingulina depressiformis
- Entolingulina disca
- Entolingulina gradata
- Entolingulina helenae
- Entolingulina microcarinata
- Entolingulina minutiformis
- Entolingulina planata
- Entolingulina porosa
- Entolingulina sanbenitoensis
- Entolingulina simplissima
- Entolingulina veleroae
- Entolingulina vesca